# Шевченка, 36
Будинок аптекаря Миколи Фроммета — псевдозамок, колишній прибутковий будинок на бульварі Тараса Шевченка, 36.
За визначенням дослідників, будинок — один із найяскравіших зразків житлової забудови доби ранньої еклектики. Романсько-готичні мотиви надають типовому житловому будинку вигляд середньовічного замку-палацу. Пам'ятка архітектури (охоронний номер № 111).

## Архітектура

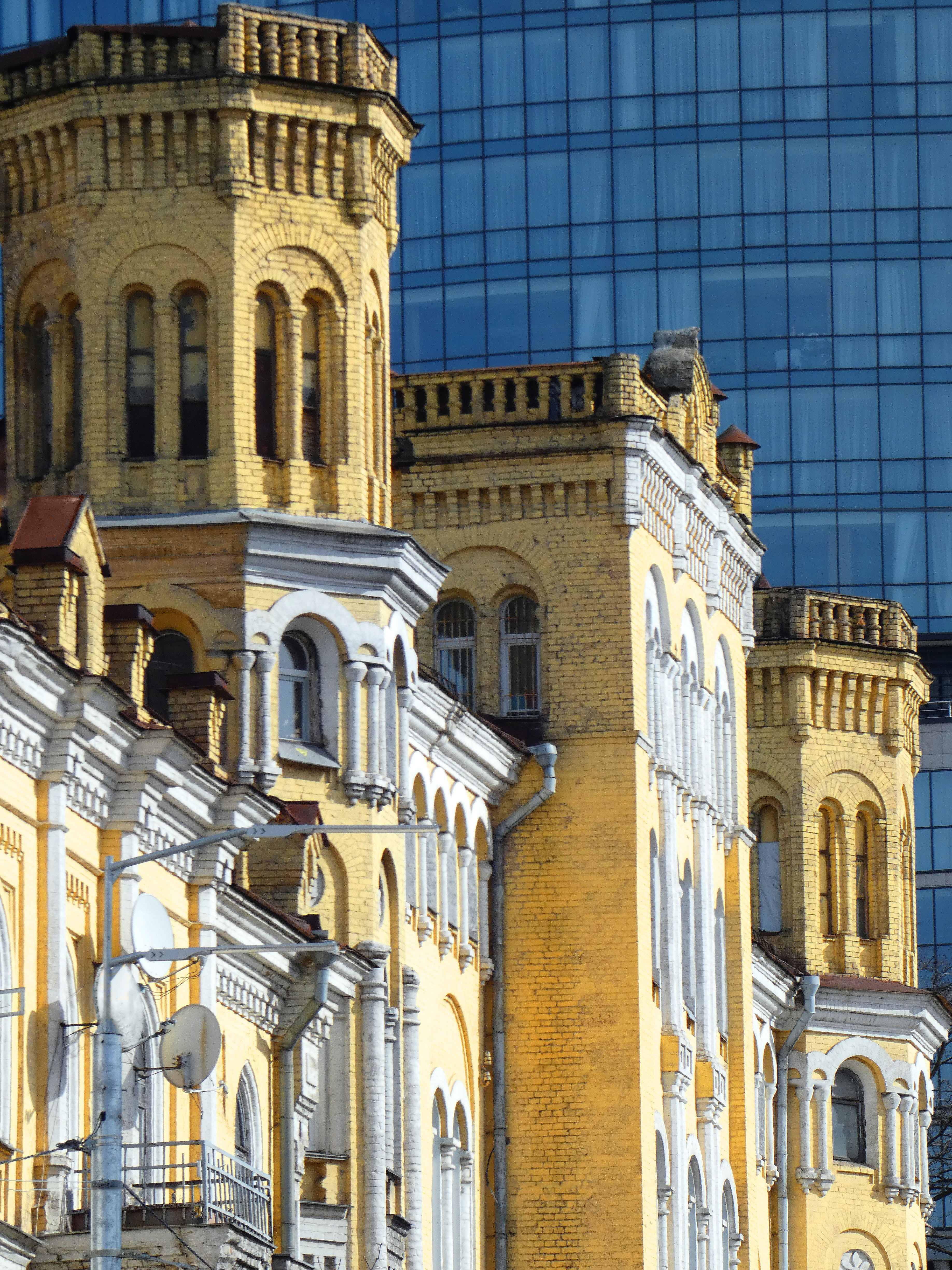
«Замок аптекаря Фроммета»

Після завершення будівництва Нової київської фортеці жовту київську цеглу почали використовувати для цивільних будівель. У 1870-х роках з'явилися будинки без штукатурки із чистим цегляним фасадом, першим з яких став готель «Національ» на Бессарабці, побудований архітектором Володимиром Ніколаєвим у 1870 році (не зберігся). Фортечні риси проглядаються і в прибутковому будинку аптекаря Фроммета. Надзвичайно просте планування поєднується із неймовірно виразним виглядом веж «англійської готики».
Чотириповерховий цегляний будинок має підвал, вальмовий дах на дерев'яних кроквах, бляшану покрівлю. Центральна вісь — п'ятиповерховий ризаліт зі сходовою кліткою. Оригінальності композиції надають алькери, завершені восьмигранними вежами. Перекриття підвального поверху склепінчасте, верхніх — пласкі. Будівля, зведена із застосуванням мотивів романо-готичної архітектури, має вигляд середньовічного замку-палацу.

## Історія

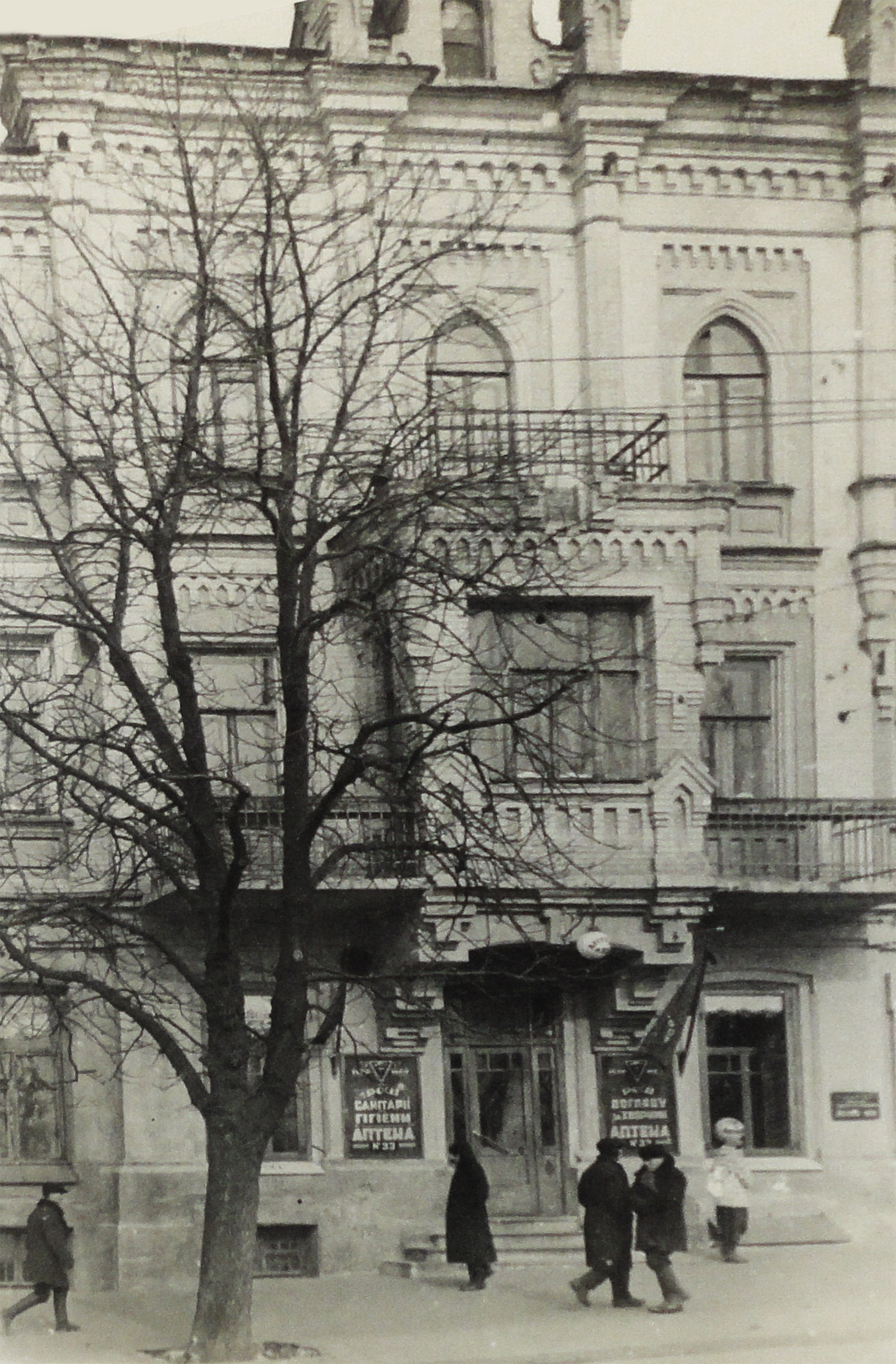
Аптека у будинку № 36-А (1939)

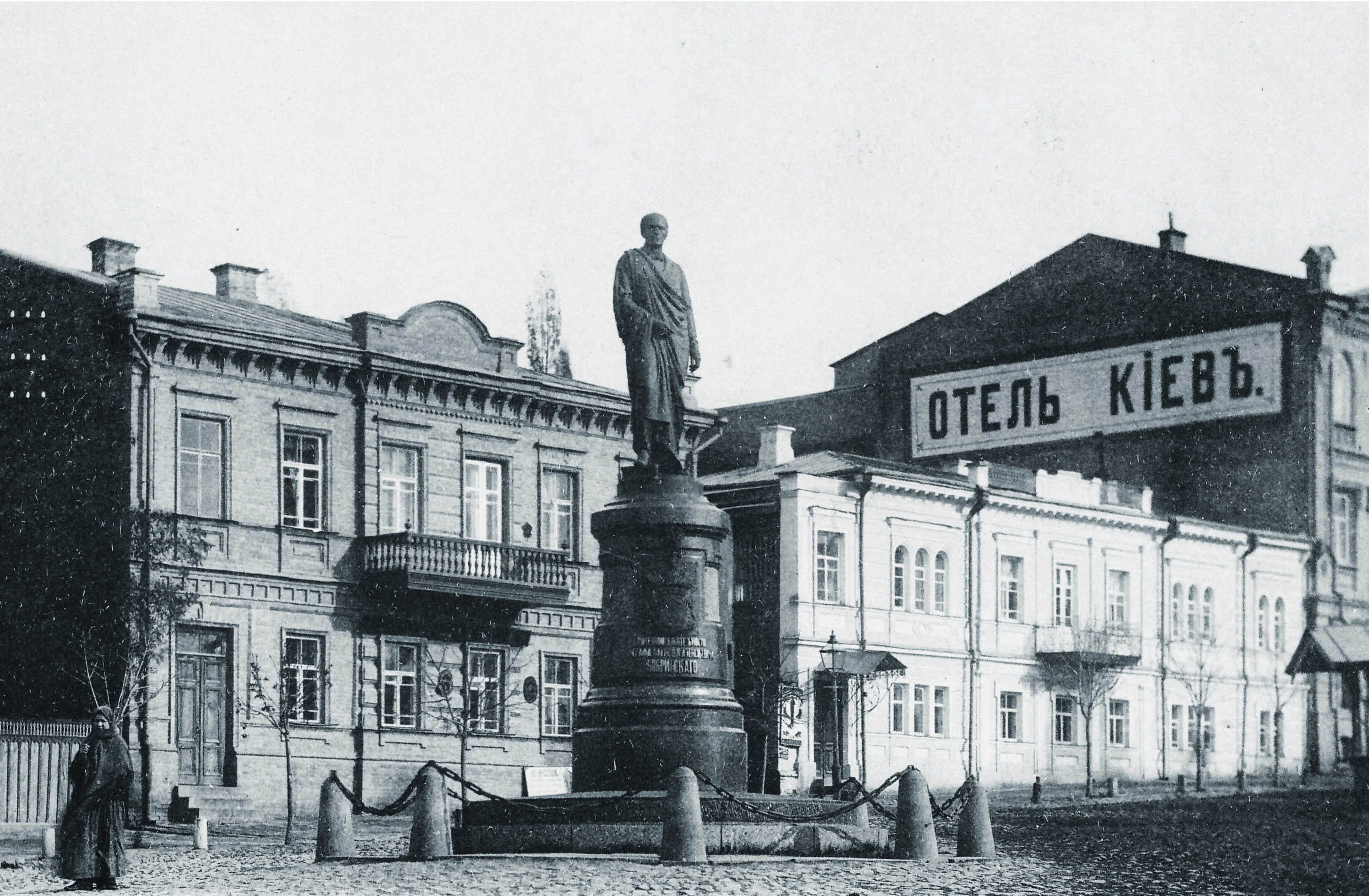
Готель «Київ» (праворуч) у 1900 році

1871 року аптекар із Прилук Микола Фроммет купив ділянку на розі теперішніх бульвару Тараса Шевченка й вулиці Коцюбинського. На його замовлення архітектор Володимир Ніколаєв розробив проєкт чотириповерхової кам'яниці. Безпосередньо будівельними роботами керував архітектор Павло Спарро, який підготував також проєкт флігеля по Тимофіївській вулиці (вулиці Коцюбинського).
Будівництво тривало упродовж 1873—1882 років. У ніч проти 12 вересня 1881 року обвалилися фасад будівлі і її західні бічні мури. Обвал зруйнував стіну сусіднього дерев'яного будинку. Відновлювальні роботи розпочали тільки у вересні 1882 року. Наріжний будинок і флігель завершили протягом двох років. До них провели воду й газ. На першому поверсі Фроммет розмістив аптеку. У будинку облаштували також п'ять житлових і три службових кімнати. З 1884 року аптеку орендував провізор Микола Неметті.
У серпні 1883 року міська дума орендувала будинок Фроммета під військові казарми, в яких розмістилися батальйонний штаб, чотири ротних двори та 400 солдатів.
У лютому 1882 року Миколу Фроммета розбив параліч і лікарі виявили у нього ознаки розладу психіки і недоумства. Справи Фроммета перейшли до його сина Роберта, який, однак, змушений був продати майно батька за борги. 29 листопада 1886 року за підсумками публічних торгів будинок придбав Карл Раузер. Новий власник одразу здав квартири в оренду, щоб отримати дохід з будинку.
30 травня 1889 року в будинку відкрився готель «Київ».
Після встановлення в Києві радянської влади в колишньому будинку Фроммета розміщувалася Центральна аптека Південно-Західного залізниці, згодом залізнична аптека № 1.
За станом на початок XXI сторіччя в будинку розташовані житлові, офісні й торговельні приміщення на першому поверсі.

## Садиба
У садибі аптекаря Миколи Фроммета розташовувалися:
- головний будинок, 1873, збудований за проєктом архітектора Володимира Ніколаєва (бульвар Тараса Шевченка, 36);
- житловий будинок, 1882 (№ 36-А);
- флігель, 1882, межа ХІХ — XX ст., збудований за проєктом архітектора Павла Спарро (№ 36-Б);
- готель, 1882, збудований за проєктом архітектора П.Воронцова (вулиця Михайла Коцюбинського, 14)[7].

У садибі проживали:
- Митрофан Довнар-Запольський, історик.
- Оболонський Микола Олександрович, лікар, учений, випускник Харківського університету (1881), декан медичного факультету Університету святого Володимира (1902—1913), товариш голови Київського психіатричного товариства, голова Київського товариства шанувальників природи.
- Флоринський Тимофій Дмитрович, славіст, мовознавець[8].

## Галерея

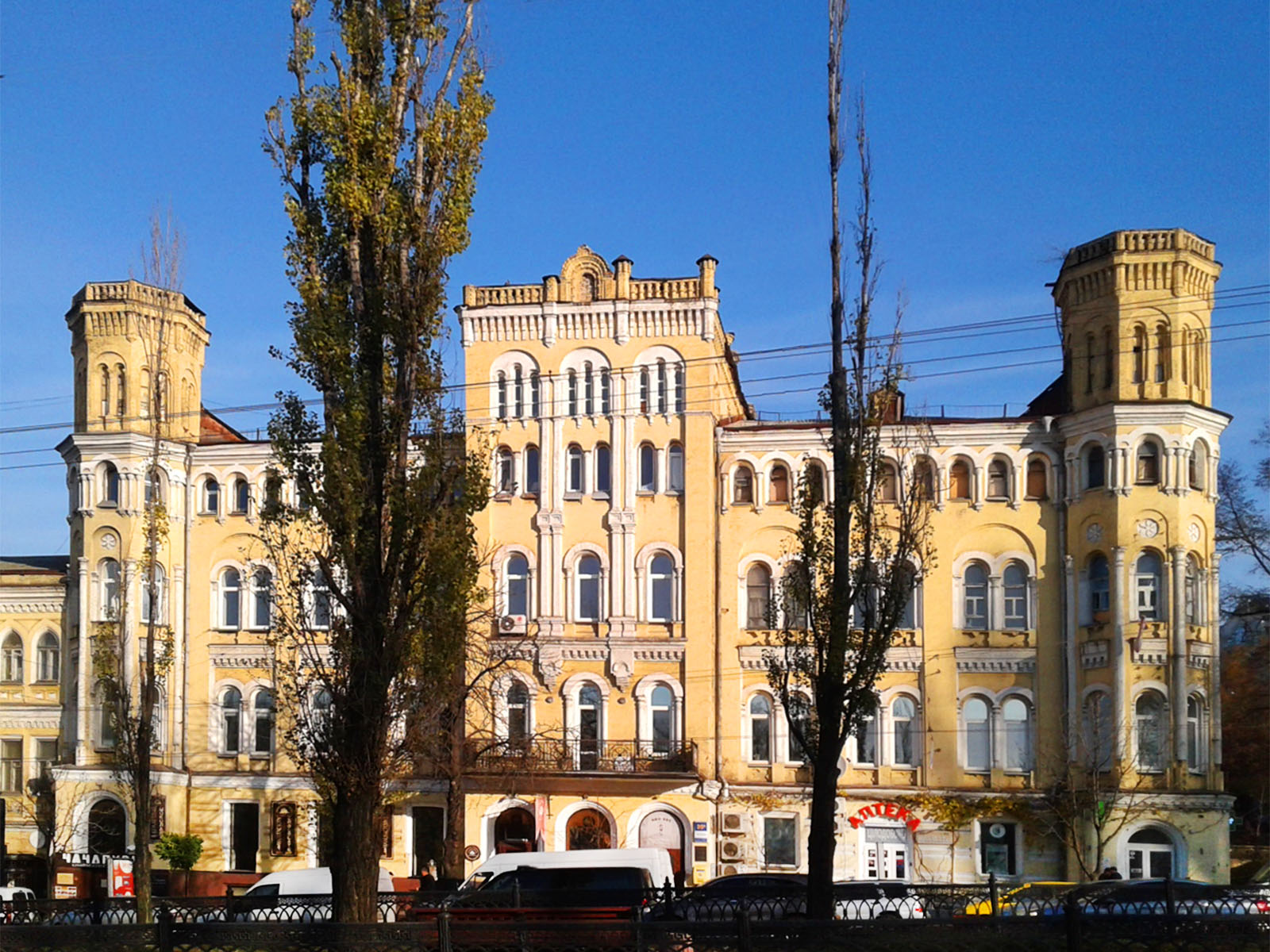
Бульвар Тараса Шевченка, 36
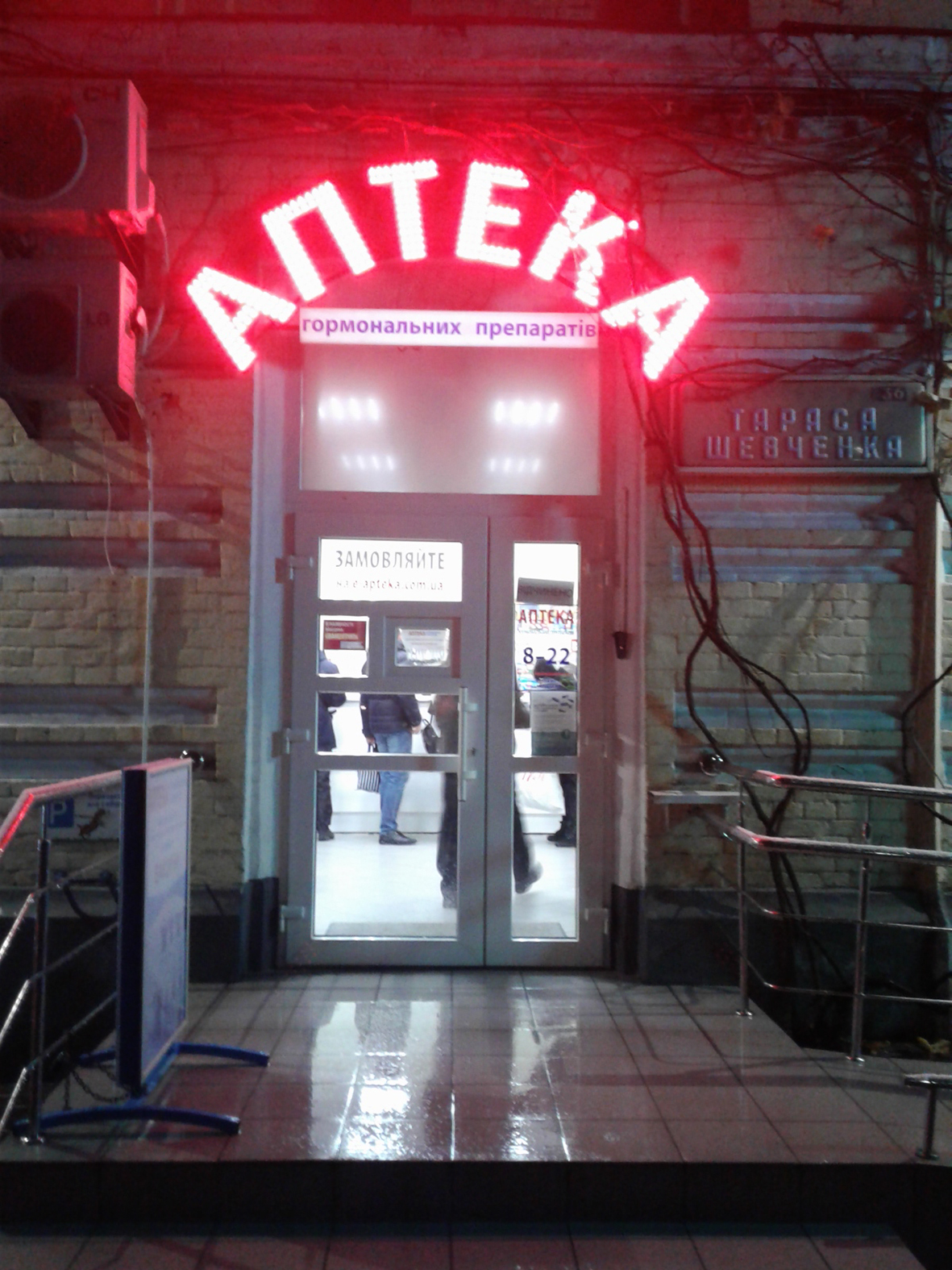
Аптека у будинку Фроммета
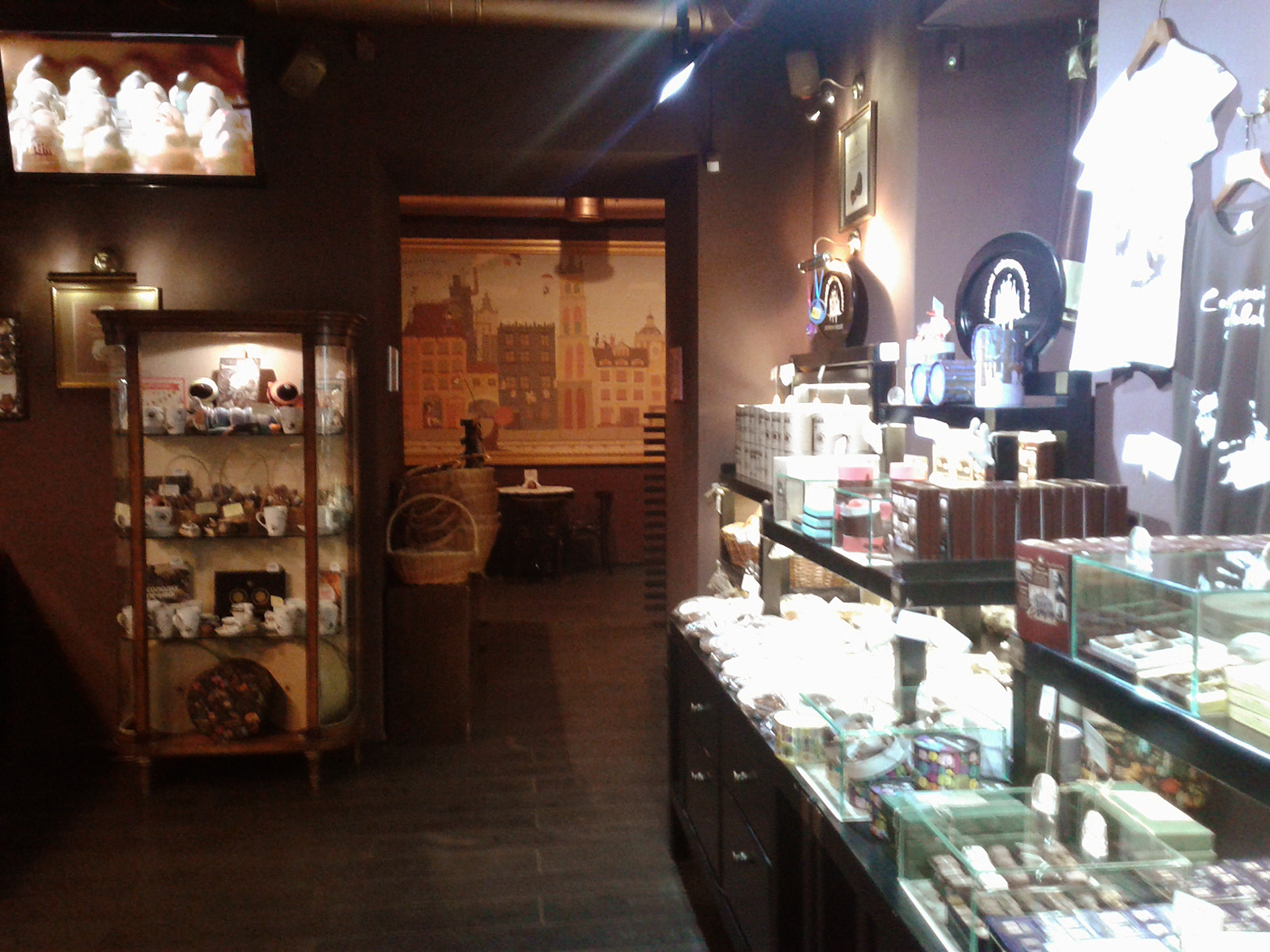
Кав'ярня у підвальному приміщенні